# セストリ・レヴァンテ
セストリ・レヴァンテ(イタリア語: Sestri Levante)は、イタリアのリグーリア州ジェノヴァ県にある人口約18,000人の基礎自治体（コムーネ）。

## 地理

### 位置・広がり

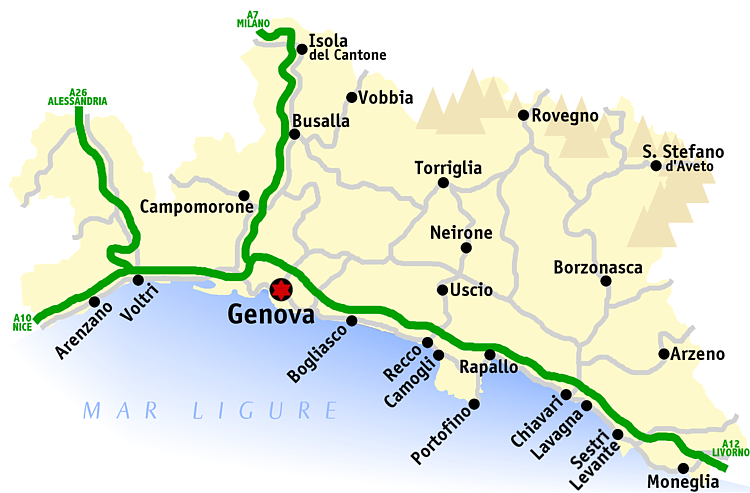
ジェノヴァ県概略図

#### 隣接コムーネ

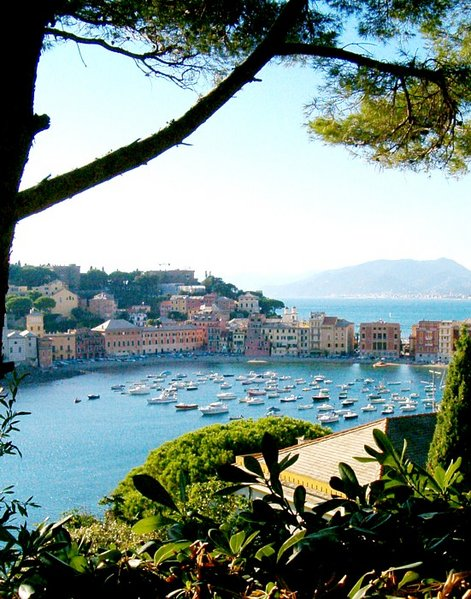

隣接するコムーネは以下の通り。
- カザルツァ・リーグレ
- ラヴァーニャ
- モネーリア
- ネー

### 地震分類
イタリアの地震リスク階級 (it) では、3 に分類される
。

## 行政

### 分離集落
セストリ・レヴァンテには以下の分離集落（フラツィオーネ）がある。
- Azaro, Balicca Ponterotto, Fossa Lupara, Libiola, Loto, Montedomenico, Pila, Riva Trigoso, Rovereto, San Quillico, San Bartolomeo della Ginestra, San Bernardo delle Cascine, Tassani, Vignolo, Villa Arpe, Villa Campomoneto, Villa Carmelo, Villa Costa, Villa Costarossa, Villa Fontane, Villa Manierta, Villa Rocca, Villa Rocche, Villa San Bernardino, Villa Scorza, Villa Staffora, Villa Zarello

## 姉妹都市
- ドル、フランス 1983年
- サンタクルーズ、アメリカ合衆国 2002年